# Бож
Бож, Боз, Бог, Бус (грец. Μποζ, помер близько 375 року) — вождь Антського союзу кінця IV століття. Легендарний правитель давніх часів (у «Слові о Полку Ігоревім» згадуються готські пісні «про час Бусів»).   

## Письмові свідчення
Готський історик хроніст Йордан згадує в своєму трактаті «Історія готів». Оповідає, що король остготів Вінітарія «послав військо в межі антів і, коли вступив туди, у першій битві був переможений, але надалі діяв рішучіше і розіп'яв короля їхнього Божа («regemque eorum Boz») з синами його і 70 старійшинами (primatibus) для залякування». Описана війна відбувалася в пониззі Дніпра. За деякими даними, Бож був страчений на Росі біля села Синява (Рокитнянський район) Київської області. Судячи з того, що дуже численне остготське військо зазнало поразки від антського, а також з наявності 70 старійшин (можливо, вождів племен), Йордан мав на увазі величезний і могутній союз антських племен.
XLVIII Оскільки я дотримувався розповідей моїх предків і переказав, наскільки міг, історію про період, коли обидва племені, остготи і вестготи, були об’єднані, а потім чітко розглядали вестготів окремо від остготів, я мушу тепер повернутися до тих стародавніх скіфських осель і викладу  подібним чином походження та діяння остготів. Схоже, що після смерті їхнього короля Германаріха вони стали окремим народом через відходу вестготів і залишилися у своїй країні під владою гунів; але Вінітарій з Амалії зберіг знаки свого правління. Він змагався з доблестю свого діда Вультуульфа, хоча йому не пощастило, як Германаріху. Але, не бажаючи залишатися під владою гунів, він трохи відійшов від них і прагнув показати свою хоробрість, кинувши свої війська проти країни антів. Коли він напав на них, був переможений у першій сутичці. Після цього він доблесно вчинив і, показавши жахливий приклад, розіп’яв їхнього царя на ім’я Боз разом із його синами та сімдесятьма вельможами, а їхні тіла залишив висіти там, щоб подвоїти страх тих, хто здався. Коли він правив із таким дозволом ледве рік, Баламир, король гунів, не хотів більше терпіти цього, і послав за Гезимундом , сином Гунімунда Великого. Тепер Гезимунд разом із значною частиною готів залишився під владою гунів, пам’ятаючи свою клятву вірності. Баламир відновив свій союз із ним і повів свою армію проти Вінітарія. Після тривалої боротьби Вінітарій переміг у першому та другому конфліктах, і ніхто не може сказати, яку бійню він завдав армії гунів. Але в третій битві, коли вони несподівано зустрілися біля річки Єрак, Баламир випустив стрілу і поранив Вінітарія в голову, так що той помер. Тоді Баламир взяв собі заміж Вадамерку, онуку Вінітарія, і, нарешті, правив усім народом готів як своїми мирними підданими, але таким чином, що один правитель з їх числа завжди мав владу над расою готів, хоч і підвладні гунам. 
В 374 року гуни  обрали своїм каганом Баламбера. Гуни спочатку підкорили антів, а потім зібравши військо, Баламир пішов походом проти готів на чолі з Вінітарієм і переміг їх. Відомо також, що Баламир покарав готського короля Вінітара за вбивство антського царя Божа. Саме зіткнення антів з готами, згідно з висновками археологів, відбувалося на Лівобережжі Дніпра, в ареалі київської археологічної культури.

## Припущення

### «Время Бусово» в «Слові о полку Ігоревім»
Російський академік Олексій Шахматов (кін.XIX — поч.XX ст.) вважав за можливе ототожнювати ім'я Божа (в деяких списках рукопису Йордана — Боза) з «Бусом», про якого мовиться у «Слові о полку Ігоревім». Можливо, історична пам'ять народу в часи створення «Слова» (XII ст.) сягала IV ст. і ім'я Бож було відоме авторові «Слова о полку Ігоревім», який згадує «время Бусово».
Н. Г. Головін в 1846 році, а за ним О. М. Огоновський вперше пов'язали ім'я Божа з «время Бусово»
Проти цієї точки зору в 1927 рочі виступив Олександр О. Васильєв, який вважав, що природніше було б віднести ім'я Буса до якого-небудь половецького хана, а не анту, що жило в IV столітті. Олег В. Творогов також назвав гіпотезу Головіна-Огоновського сумнівною та штучною. Згадані версії, на думку деяких дослідників, є сумнівними, а згадка про «время Бусово» у «Слові» — загадковим і темним.

### Титул імені
Російський історик Михайло Тихомиров виводить від імені Божа назву племінного союзу східних слов'ян — бужан, які жили за Західним Бугом і були відомі в епоху Київської Русі місто Бужськ, або Бозк. Деякі вчені вважають, що ім'я «Бож» пов'язане зі слов'янським словом «вождь». З того, що Йордан назвав Божа королем, зовсім не випливає, що в антів тоді існувала держава. Він був хіба що верховним вождем союзу антських племен.
В. О. Розов першим висунув припущення, що ім'я Boz виходить із праслов'янського слова * vož (або * vodj) і означало титул «вождь».  Радянський історик Олена Ч. Скржинська стояла на тій же позиції, але зазначала, що воно могло бути і власним ім'ям антського керівника, а не тільки титулом. О. М. Трубачов також вважав, що Boz Йордану відображає ранньослов'янське *voǯь у значенні «вождь».
Г. В. Вернадський пов'язував із свідченням Йордана арабського автора X століття Аль-Масуді про вождя народу valinana (іншою назвою волинян за літописом є бужани) на ім'я Маджак, який наказував колись слов'янами, вважаючи, що це спотворене ім'я Божа.
Історик Флорін Курта вважає, що розповідь Йордана про Божа та Вінітарія, ймовірно, походить з готської усної традиції, враховуючи наративний зразок історії. Він вважає Божа «квазі-легендарним», оскільки він єдиний слов'янський лідер, згаданий Йорданом, тоді як Прокопій не згадує жодного лідера.
Михайло Грушевський називав Божа не королем, а главою «великого антського племені чи, швидше, — кількох племен, а поряд із ним виступає велика кількість старійшин, імовірно, начальників чи старійшин родів антських».

Пам'ятник антам в парку на Божій горі в с. Синява
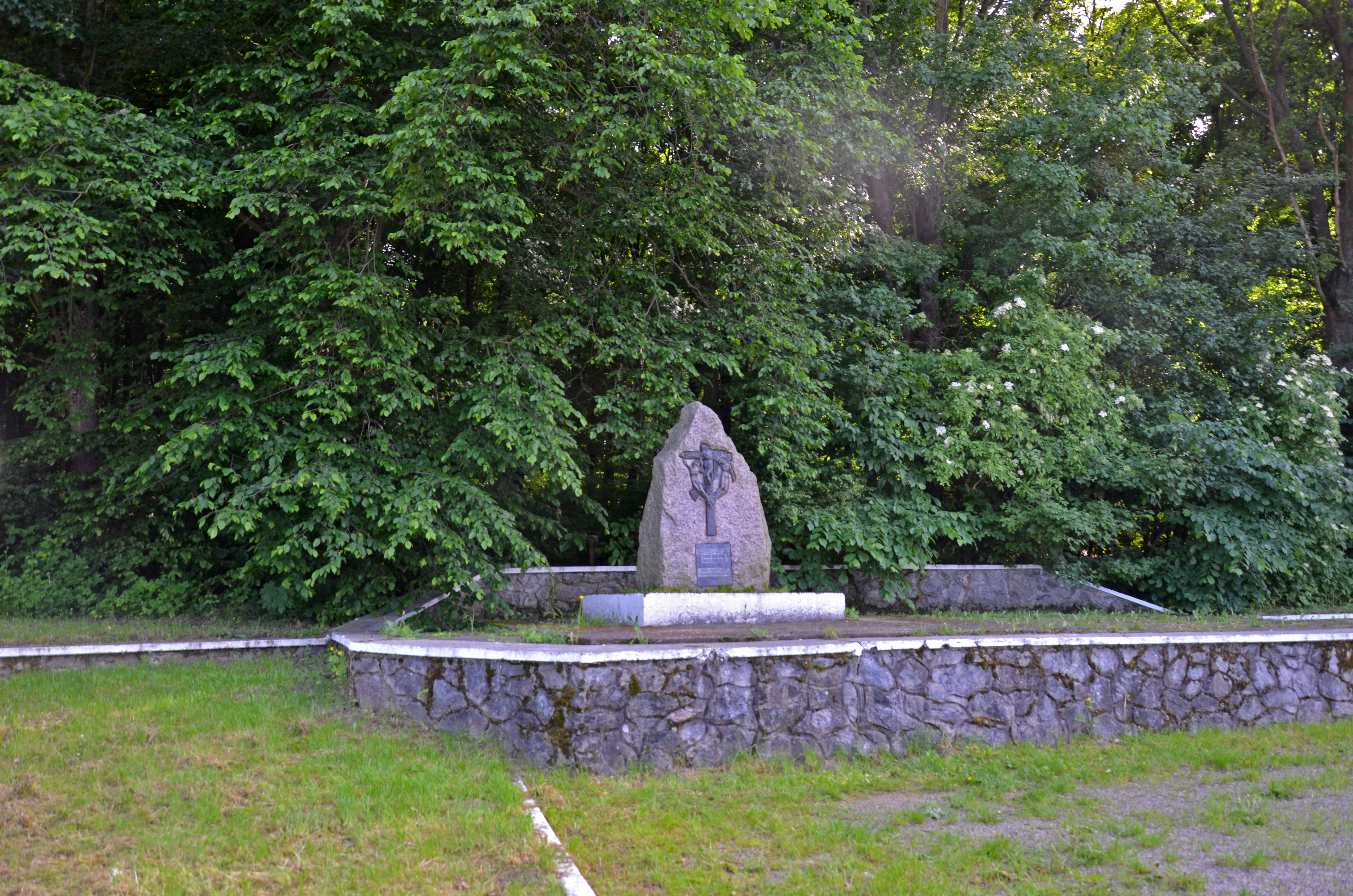
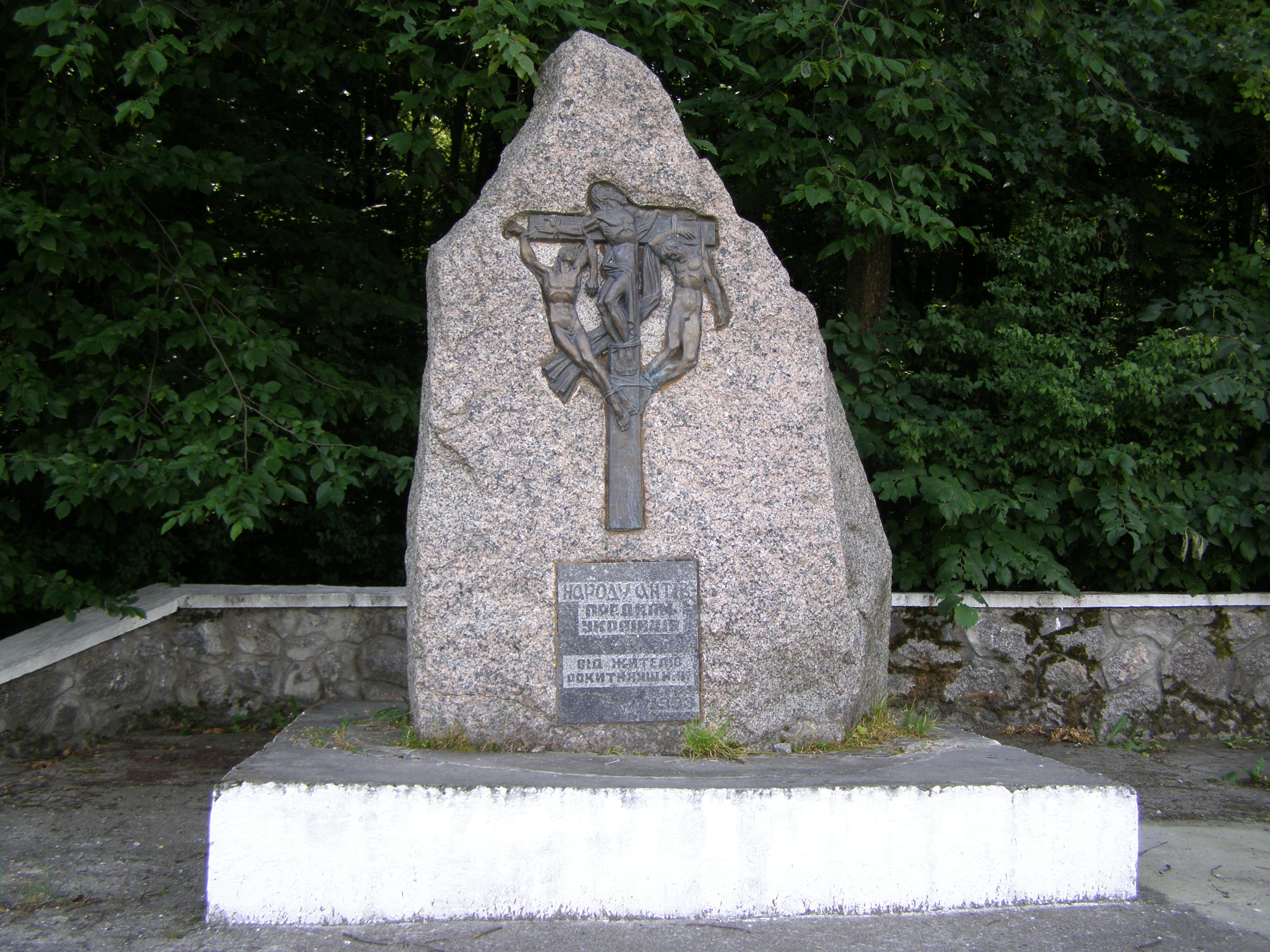

## Вшанування пам'яті

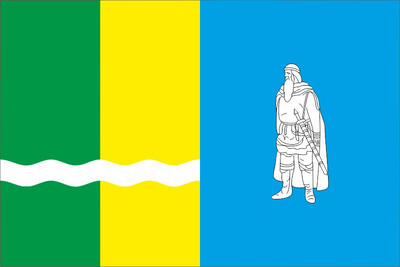
Прапор Синяви

На прапорі села Синяви в синій смузі зображено оберненого вправо білого антського князя з мечем. Адже село Синява відоме тим, що тут, на Божій горі, приблизно в  375 р. у сутичці з остготами загинув вождь племінного союзу антів Бож. Висота анта становить 1/2 висоти прапора. Вождь символізує звитягу східнослов’янських племен, які проживали в IV-VII століттях на території сучасного села, і відіграли важливу роль в історії краю. Меч символізує готовність до захисту і оборони від ворогів рідних земель.